# Polianthes
- Commons
- Wikispecies

Polianthes L. é um género botânico pertencente à família Agavaceae.

## Sinonímia
- Pseudobravoa Rose
- Bravoa La Llave et Lex.

## Espécies
- Polianthes bicolor E.Solano, Camacho & García-Mend., (1998)
- Polianthes densiflora (B.L.Rob. & Fernald) Shinners, (1966)
- Polianthes durangensis Rose, (1903)
- Polianthes elongata Rose, (1905)
- Polianthes geminiflora (Lex.) Rose, (1903)
  - Polianthes geminiflora var. clivicola McVaugh, (1989)
  - Polianthes geminiflora var. geminiflora
  - Polianthes geminiflora var. graminifolia (Rose) McVaugh, (1989)
  - Polianthes geminiflora var. pueblensis E.Solano & García-Mend., (2007)
- Polianthes howardii Verh.-Will., (1976)
- Polianthes longiflora Rose, (1903)
- Polianthes michoacana M.Cedano, Delgad. & Enciso, (1993 publ. 1995)
- Polianthes montana Rose, (1903)
- Polianthes multicolor E.Solano & Dávila, (2003)
- Polianthes nelsonii Rose, (1903)
- Polianthes oaxacana García-Mend. & E.Solano, (2007)
- Polianthes palustris Rose, (1903)
- Polianthes platyphylla Rose, (1903)
- Polianthes pringlei Rose, (1903)
- Polianthes sessiliflora (Hemsl.) Rose, (1903)
- Polianthes tuberosa L., (1753)
- Polianthes zapopanensis E.Solano & Ríos-Gómez, (2011)

## Classificação do gênero
| Sistema | Classificação                     | Referência               |
| ------- | --------------------------------- | ------------------------ |
| Linné   | Classe Hexandria, ordem Monogynia | Species plantarum (1753) |